# Teigreife

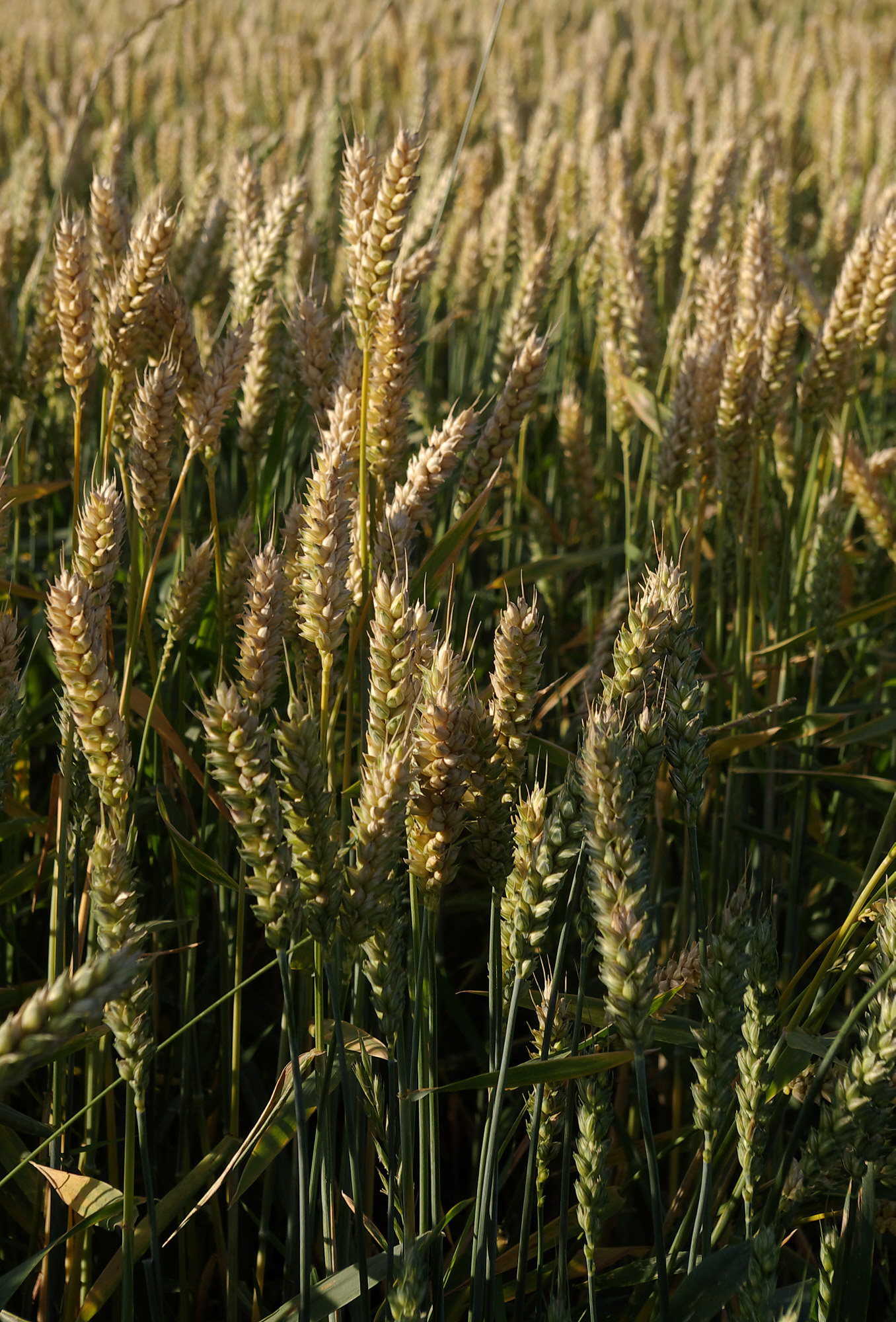
Weizen

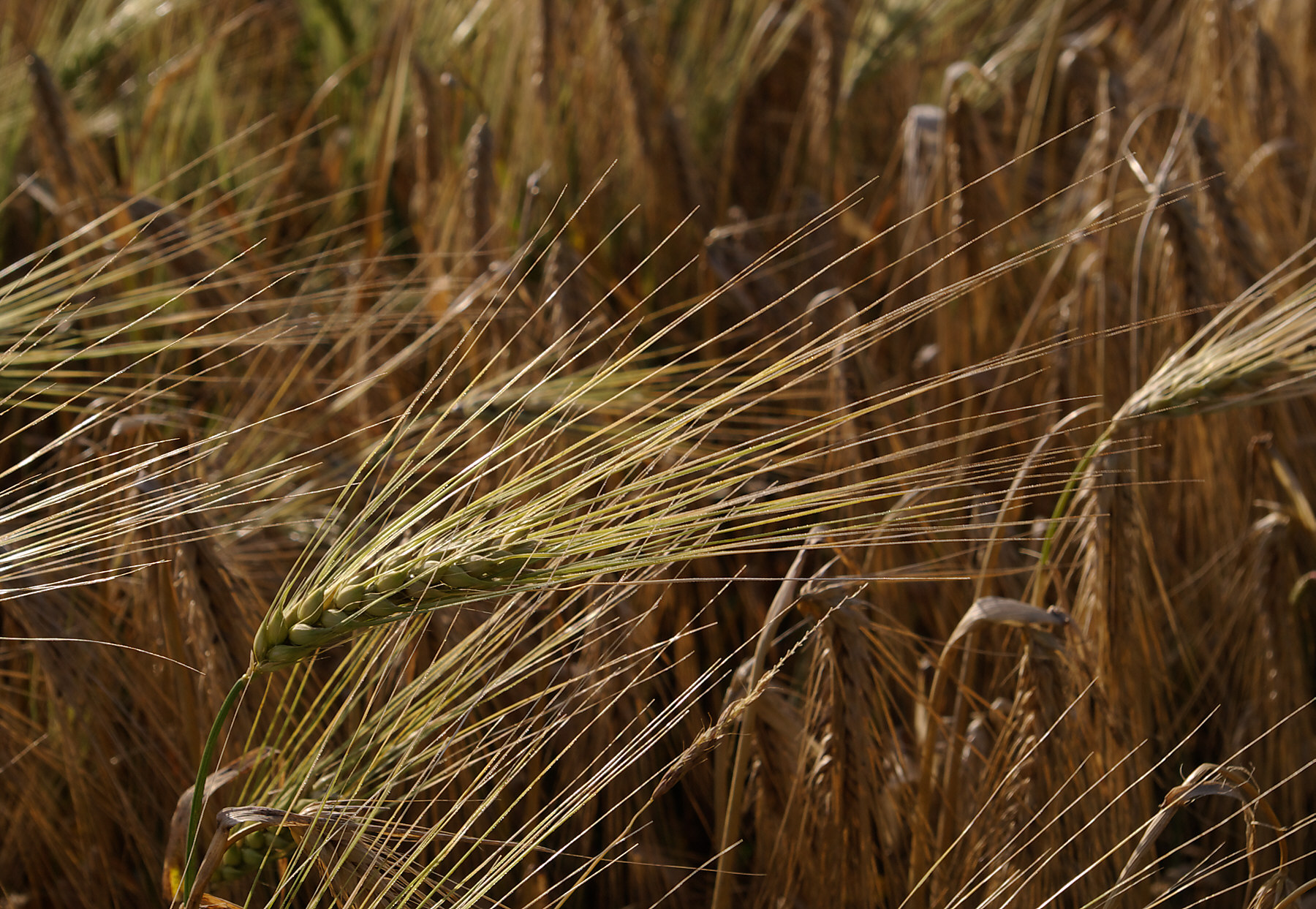
Gerste kurz vor der Reife

Als Teigreife bezeichnet man bei Getreide einen Reifezustand des Korns, bei dem dieses bereits die Größe des späteren, ausgereiften Korns angenommen hat, aber noch teigig weich ist.
Der Teigreife geht die Milchreife voran und sie endet in der Mehlreife (die annähernd dem ausgereiften Zustand entspricht). Während der Teigreife werden vor allem Nährstoffe in das Korn eingelagert, und es bildet sich aus den von der Pflanze gelieferten Zuckern der Mehlkörper des Korns. Beim Übergang von der Milch- zur Teigreife ändert sich die Farbe des Korns meist deutlich, während der Teigreife nur noch allmählich.